# Карачевское городское поселение
Кара́чевское городское поселение — муниципальное образование в центральной части Карачевского района Брянской области России.
Административный центр — город Карачев.

## География
Поселение расположено на Среднерусской возвышенности в центре Восточно-Европейской равнины.
Площадь —  280,71 км².
Карачевское городское поселение, как и весь Карачевский район, находится в часовой зоне МСК (московское время). Смещение применяемого времени относительно UTC составляет +3:00.
Городское поселение отличается умеренно—континентальным климатом (в классификации Кёппена — Dfb), который зависит от северо-западных океанических и восточных континентальных масс воздуха, взаимодействующих между собой. Зима умеренно прохладная. Лето неустойчивое.

## История
Образовано в результате проведения муниципальной реформы в 2005 году, путём слияния дореформенного Карачевского горсовета, Трыковского сельсовета и частей Бережанского, Мальтинского и Первомайского сельсоветов.

## Население
В Карачевском городском поселении сосредоточено более 74 % населения всего Карачевского района.
| 2009    | 2010    | 2011    | 2012    | 2013    | 2014    | 2015    |
| ------- | ------- | ------- | ------- | ------- | ------- | ------- |
| 19 606  | ↗26 633 | ↘26 548 | ↘26 348 | ↘26 006 | ↘25 602 | ↘25 264 |
| 2016    | 2017    | 2018    | 2019    | 2020    | 2021    |         |
| ↘25 005 | ↘24 761 | ↘24 395 | ↘23 992 | ↘23 523 | ↗24 149 |         |

## Населённые пункты
В Карачевское городское поселение входят 32 населённых пункта:
| №  | Населённый пункт | Тип     | Население, чел. (2013) |
| -- | ---------------- | ------- | ---------------------- |
| 1  | Аксиньина        | деревня | ↗35                    |
| 2  | Байкова          | деревня | ↘70                    |
| 3  | Барановка        | деревня | ↗22                    |
| 4  | Башкатов         | посёлок | ↘7                     |
| 5  | Бережок          | село    | →413                   |
| 6  | Благовещенский   | посёлок | →2                     |
| 7  | Вишнёвка         | деревня | ↘568                   |
| 8  | Волкова          | деревня | ↘102                   |
| 9  | Глыбочка         | деревня | ↗104                   |
| 10 | Грибовы Дворы    | деревня | ↘302                   |
| 11 | Долгий           | посёлок | →16                    |
| 12 | Затинная         | деревня | ↗120                   |
| 13 | Карачев          | город   | ↗17 449                |
| 14 | Кашинка          | деревня | ↘8                     |
| 15 | Козловский       | посёлок | →43                    |
| 16 | Коптилово        | деревня | ↘132                   |
| 17 | Костихино        | деревня | →0                     |
| 18 | Красная Поляна   | посёлок | ↗25                    |
| 19 | Мазнева          | деревня | ↗184                   |
| 20 | Мальтина         | деревня | ↘867                   |
| 21 | Масловка         | деревня | ↘1775                  |
| 22 | Мокрое           | деревня | ↘66                    |
| 23 | Новая Деревня    | посёлок | →1                     |
| 24 | Одрина           | село    | ↘86                    |
| 25 | Осиновка         | деревня | ↘71                    |
| 26 | Подсосонки       | деревня | ↘139                   |
| 27 | Русин            | посёлок | →0                     |
| 28 | Слобода          | деревня | ↘197                   |
| 29 | Согласие         | посёлок | ↘601                   |
| 30 | Сумарокова       | деревня | ↘4                     |
| 31 | Сурьянова        | деревня | →9                     |
| 32 | Трыковка         | село    | ↗943                   |

## Транспорт
По территории поселения проходит федеральная дорога Р120 и другие местные дороги.